# Industrie- und Handelskammer Magdeburg
Die Industrie- und Handelskammer Magdeburg (IHK Magdeburg) ist eine Körperschaft des öffentlichen Rechts. Der Bezirk der IHK Magdeburg erstreckt sich über die kreisfreie Stadt Magdeburg und die Landkreise Altmarkkreis Salzwedel, Börde, Harz, Jerichower Land, Salzlandkreis (ohne das Gebiet des ehemaligen Landkreises Bernburg in den Grenzen vom 30. Juni 2007) sowie Stendal. Mit einer Fläche von 11.900 km² ist der IHK-Bezirk Magdeburg der viertgrößte Bezirk Deutschlands.

## Sitz und Gebäude der IHK Magdeburg

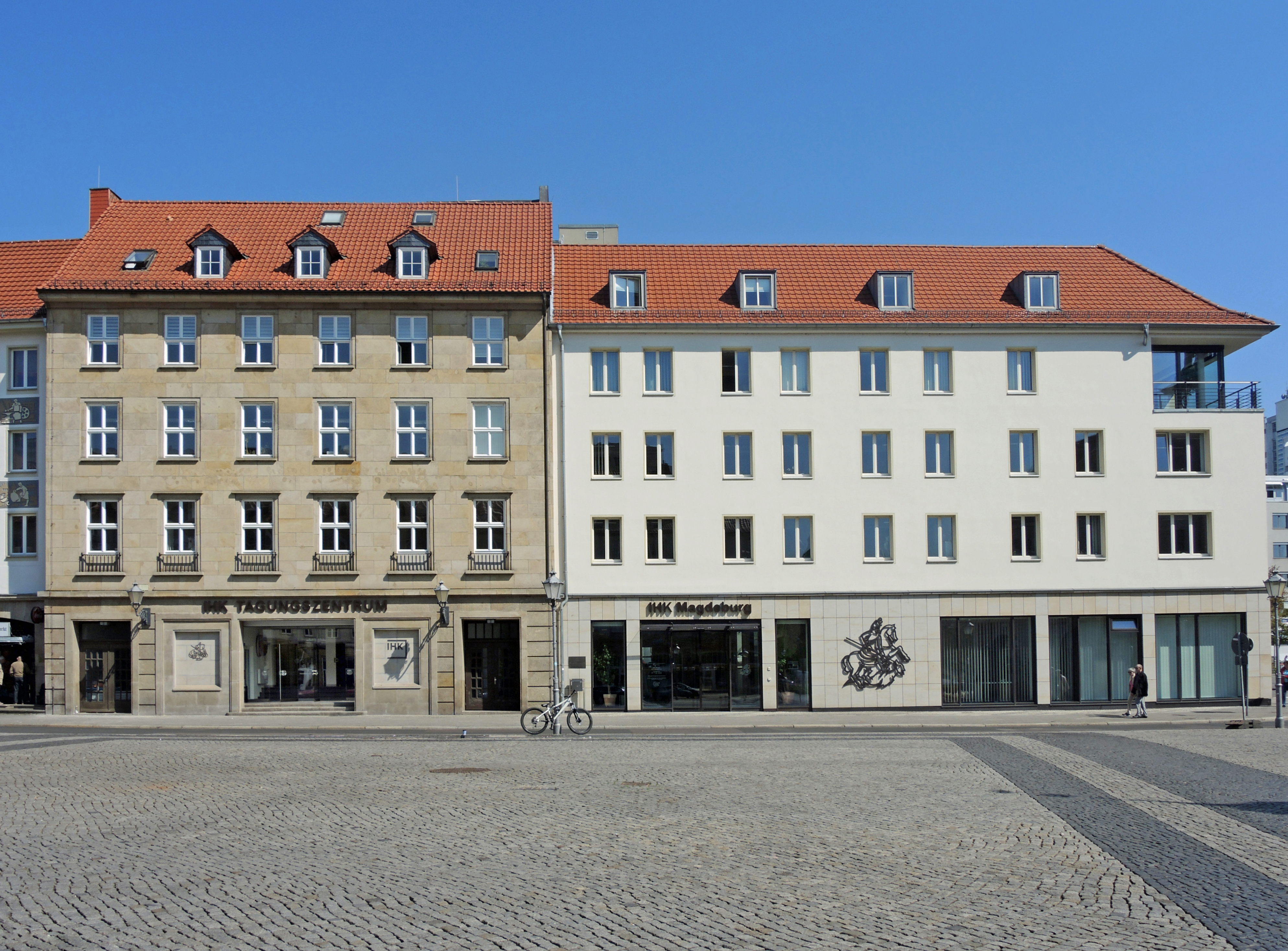
Das Gebäude der IHK Magdeburg am Alten Markt 8

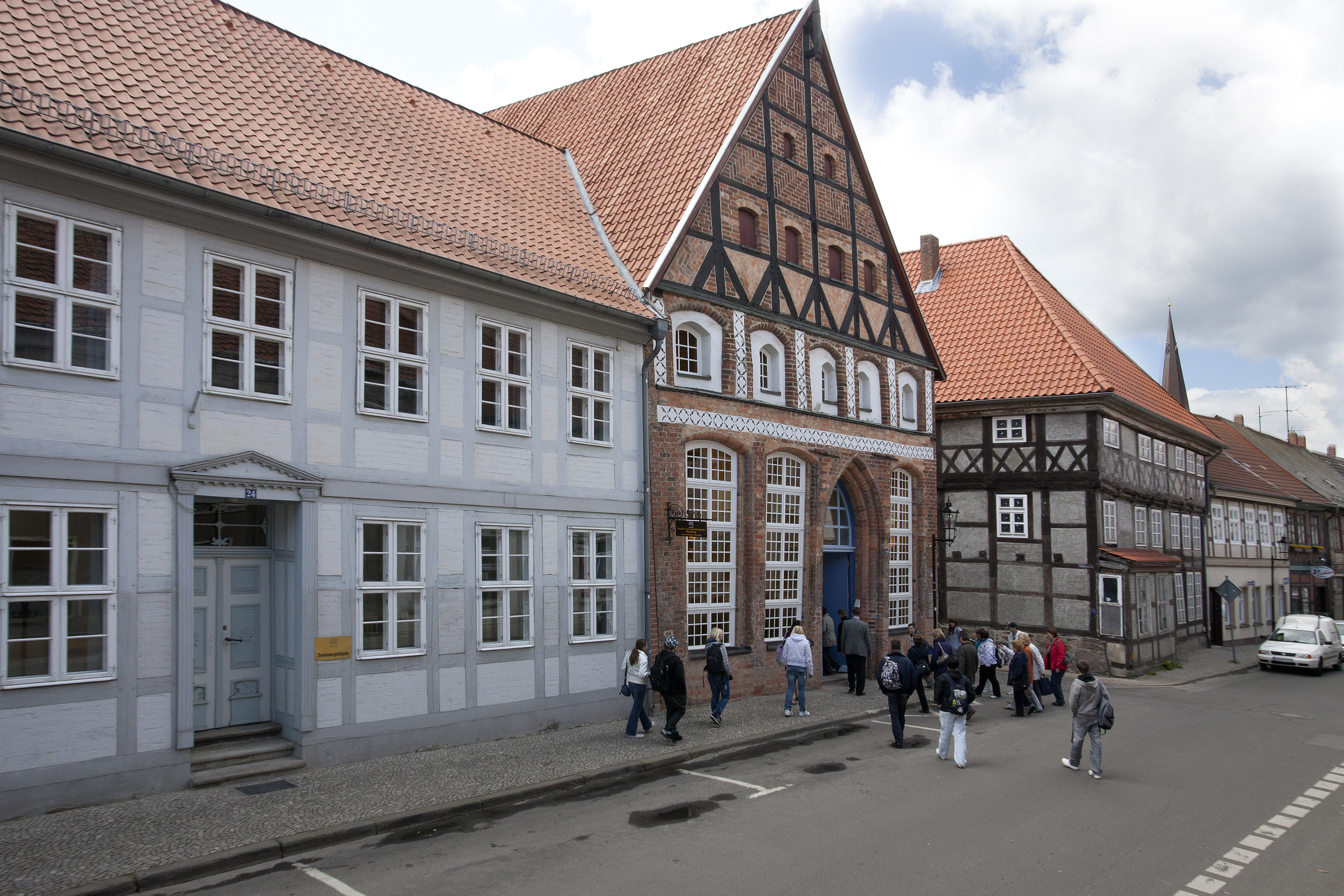
Das Gebäude der IHK-Geschäftsstelle in Salzwedel in der Alten Münze

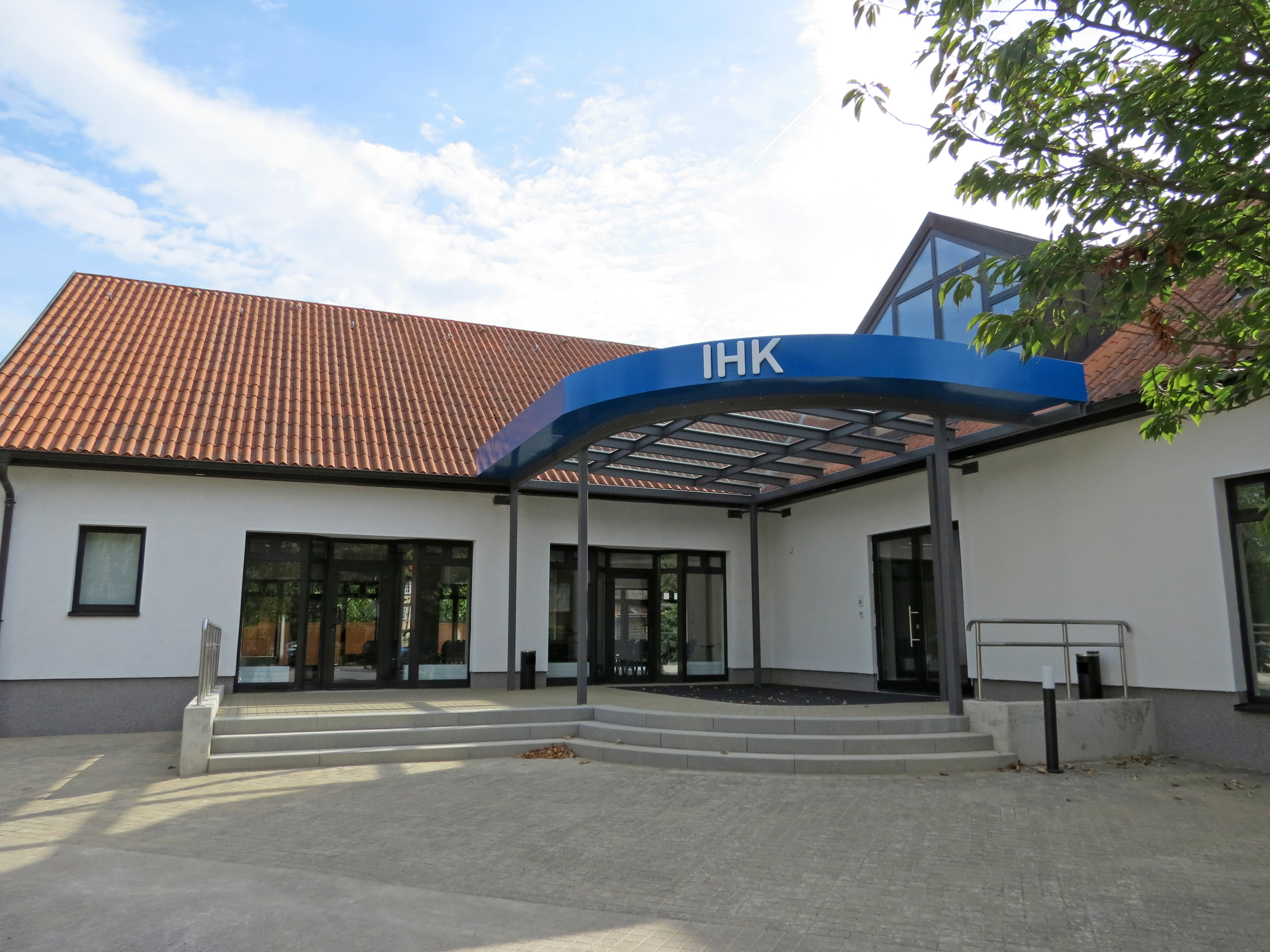
Das Gebäude der IHK-Geschäftsstelle in Wernigerode

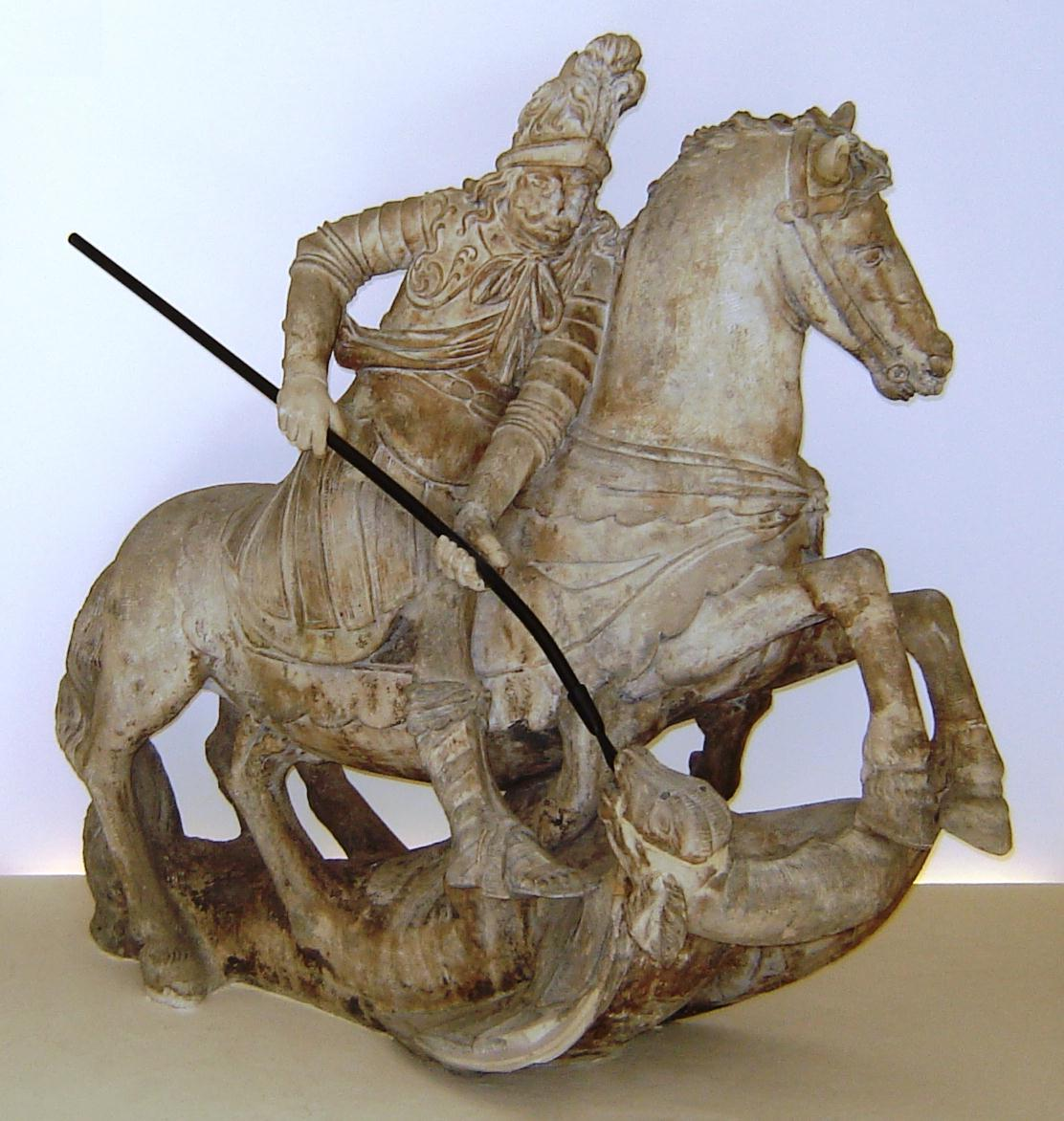
Skulptur des Heiligen Georg

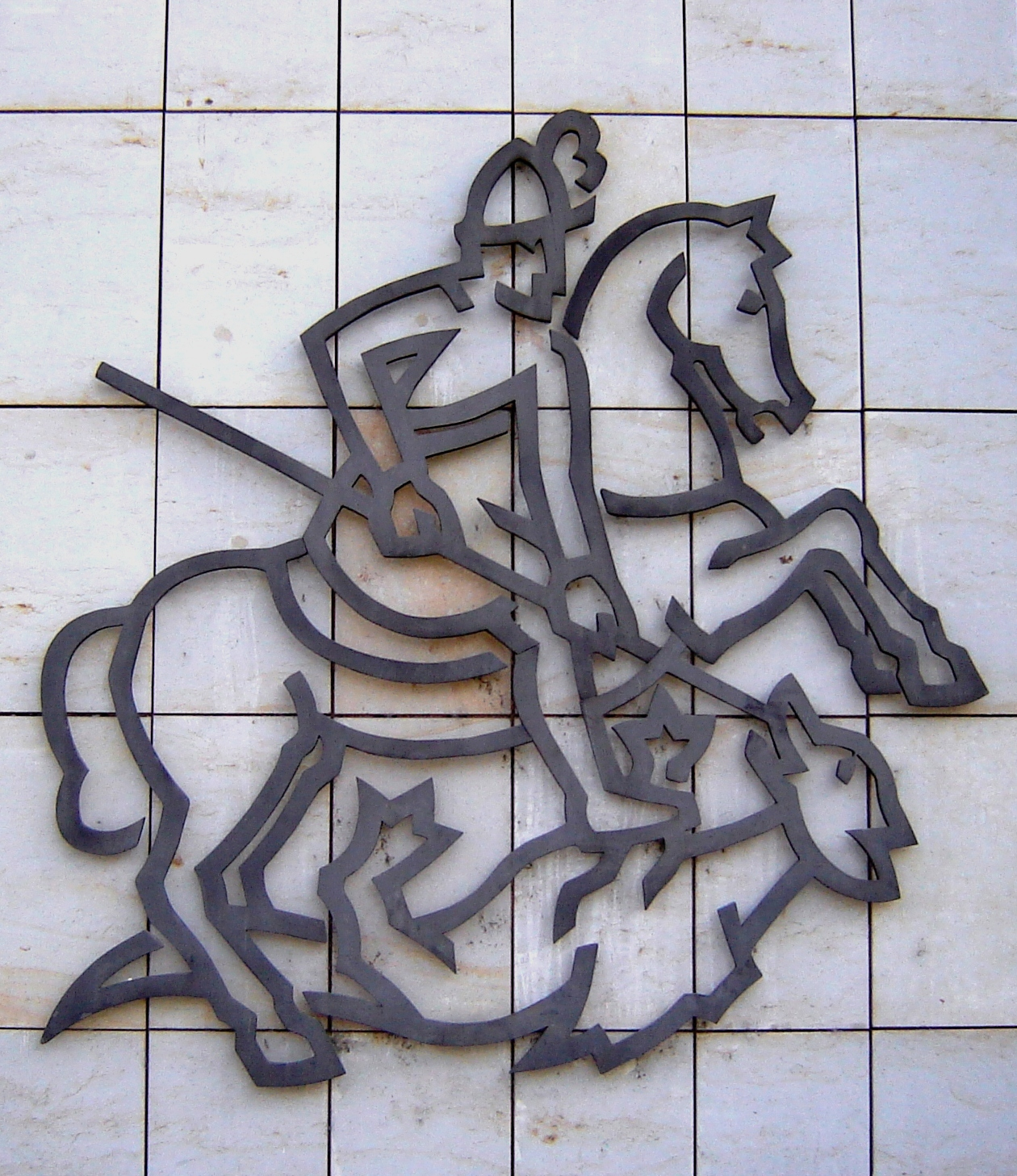
Stilisierte Skulptur

Die IHK Magdeburg hat ihren Sitz am Alten Markt 8 in Magdeburg. Weitere Geschäftsstellen sind in Salzwedel und Wernigerode. Im Dreißigjährigen Krieg wurde das ursprüngliche Seidenkramer-Innungshaus zerstört. Das neue Seidenkramer-Innungshaus wurde an der südlichen Seite des Alten Marktes (Nr. 5 – heute Nr. 2) um 1666 gebaut. Das Portal wurde mit einer 1 Meter hohen Plastik des Heiligen Georgs – Schutzpatron der Kaufleute – verziert, welches von dem Steinmetzmeister Melchior Lentz geschaffen wurde. 1825 wurde das Haus als Sitz der Korporation der Kaufmannschaft und der Börse genutzt, ab 1904 als Haus der Handelskammer und ab 1924 als Sitz der Industrie- und Handelskammer zu Magdeburg. Im Zweiten Weltkrieg wurde über dem Portal die Plastik des Heiligen Georg von engagierten Magdeburger Kaufleuten eingemauert, um die Plastik vor Kriegsschäden zu bewahren. Aufgrund dessen wurde die Plastik durch den Bombenangriff am 16. Januar 1945 nicht zerstört. 1949 zog die IHK Magdeburg in ihr heutiges Gebäude am Alten Markt 8. Die Plastik des Heiligen Georgs wurde zu Beginn der 90er Jahre restauriert und am 3. Mai 1994 im Foyer der IHK Magdeburg aufgestellt. Zudem verwendet die IHK Magdeburg den Heiligen Georg als Logo. Im Jahr 2005 wurde die IHK Magdeburg um das nebenliegende Eckgebäude Alter Markt 7 / Bei der Hauptwache 3 erweitert, so dass alle Dienstleistungen der IHK unter einem Dach angeboten werden konnten.

## Geschichte

### 1200 bis 1825

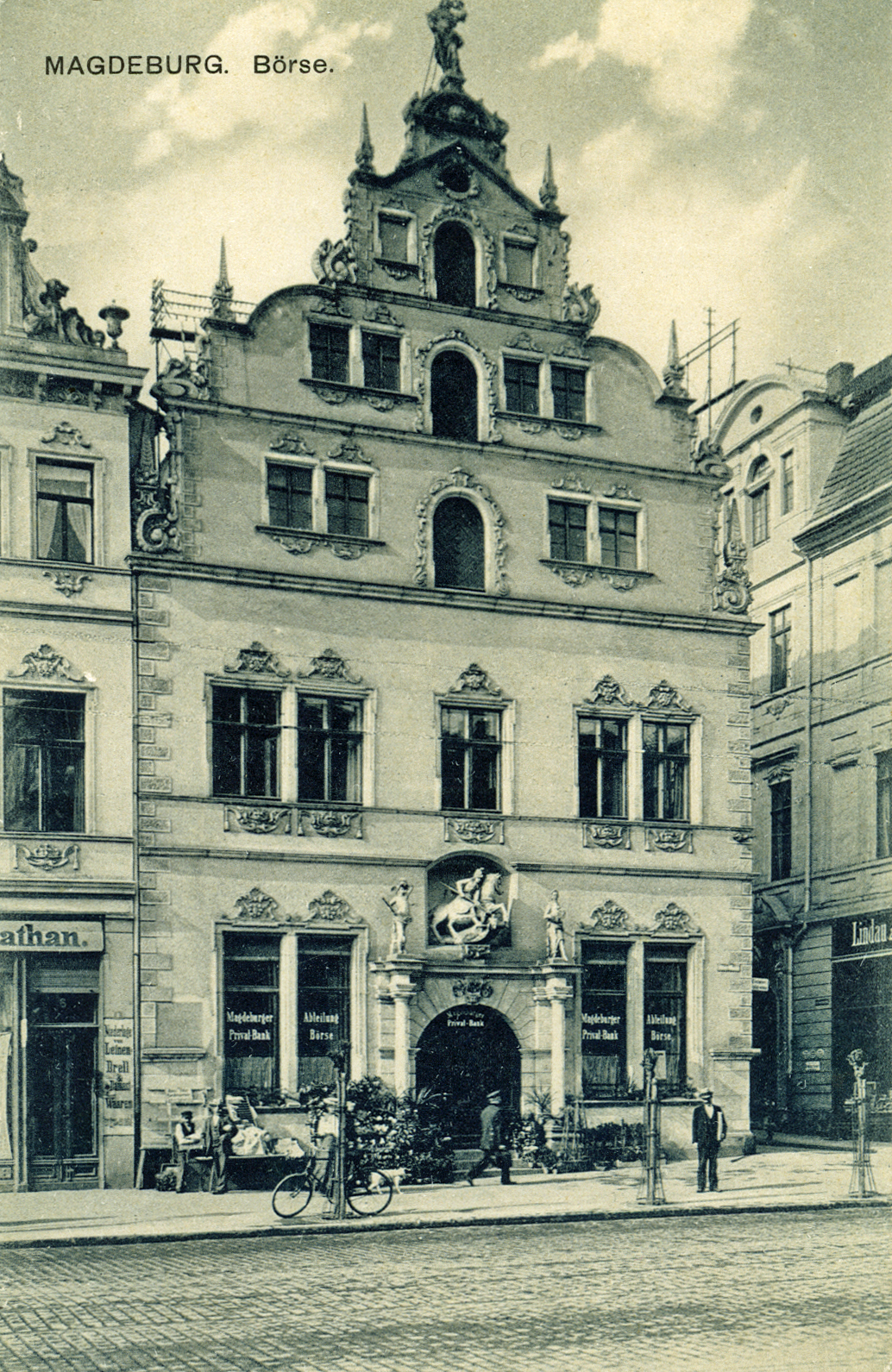
Das Seidenkramer-Innungshaus am Alten Markt Nr. 5

Die Geschichte der Industrie- und Handelskammer Magdeburg reicht zurück bis in das 12. Jahrhundert. Damals schlossen sich die Kaufleute zu Innungen zusammen, um der Konkurrenz außenstehender Kaufleute Stand zu halten, Maße und Gewichte zu regeln und ihre Rechte vor Übergriffen der Feudalherren zu schützen. Die größten Innungen in Magdeburg waren die Gewandschneider, Leinewandschneider, Krämer, Kürschner, vereinigte Gerber und Schuhmacher. Eine bedeutende Innung war die Kaufleute-Brüderschaft, die im Jahr 1425 erstmals erwähnt wurde. Es war eine Vereinigung des Magdeburgers Großhandels, die Gutachten über die allgemeine Wirtschaftslage und Handelsgebräuche erstellten, sich mit Fragen rund um den Verkehr beschäftigten sowie die Sicherheit der Handelsgüter auf dem Wasser und Land sicherstellten. Zudem erarbeitete die Brüderschaft viele Vorschläge wie zum Beispiel die Errichtung einer Börse und eines Handelsgerichts. Dem Wunsch nach der Errichtung einer Börse und eines Handelsgerichtes wurde erst im Jahr 1824 nachgekommen. Die ersten Börsenversammlungen erfolgten im ehemaligen Seidenkramer-Innungshaus am Alten Markt in Magdeburg.
Im Jahr 1809 wurden die Innungen verboten. Dieses Verbot betraf nicht die Kaufleute-Brüderschaft. Die Kaufleute der aufgelösten Innungen schlossen sich zu dem Verein der Kaufmannschaft zusammen, der stetig an Bedeutung gewann. Zunehmend traten auch Mitglieder der Brüderschaft dem Verein bei, so dass die Brüderschaft mehr und mehr an Bedeutung verlor, wodurch kein offizielles Datum für die Auflösung der Brüderschaft existiert. Aufgrund des Gesetzes vom 7. September 1811 über die polizeilichen Verhältnisse der Gewerbe musste die Magdeburger Kaufmannschaft eine Konstitution erhalten. Nach mehrjährigen Verhandlungen erhielt am 9. April 1825 das Statut die königliche Genehmigung. Aus dem Verein der Kaufmannschaft wurde die Korporation (Körperschaft) der Kaufmannschaft zu Magdeburg. Die Korporation der Kaufmannschaft ist der Rechtsvorgänger der Industrie- und Handelskammer Magdeburg. Im Vergleich zu den damaligen Handelskammern liegt ein wesentlicher Unterschied in der Selbstverwaltung öffentlicher Handelseinrichtungen wie beispielsweise Speicher, Börsen und Stapelplätze. Diese Selbstverwaltung kam der Korporation per se zu oder wurde ihr vom Staat zugewiesen. Dies trug entscheidend zum Vermögen der Korporation bei.

### 1825 bis 1933
Am 3. Januar 1899 erfolgte die offizielle Reorganisation der Korporation zur Handelskammer zu Magdeburg. Damals umfasste der Kammerbezirk den Stadtkreis Magdeburg und die Orte in einem einmeiligen Umkreis. Die restlichen Orte des Magdeburger Regierungsbezirks gehörten zu dem Geschäftsbereich der Handelskammer Halberstadt. 25 Jahre später am 4. April 1924 wurde die Kammer in „Industrie- und Handelskammer zu Magdeburg“ umbenannt. Zu deren Aufgaben zählten die Nachwuchsförderung in Handel und Industrie, die Auskunftserteilung und Beratung bezüglich Volks- und Privatwirtschaft. Insbesondere war die IHK zu Magdeburg eine der ersten IHKs, die verschiedene Schiedsgerichte für zum Beispiel Getreide, Kartoffeln, Zwiebeln und Rüben verwaltete. Außerdem gehörte zu den Aufgaben der IHK zu Magdeburg das Reichsnachrichtenwesen, welches normalerweise keine Aufgabe einer Kammer darstellte.

### Zeit des Nationalsozialismus
Im Jahr 1933 drängte die NSDAP im Rahmen der Gleichschaltung auf eine Neuwahl der Kammer, um ihre Anschauungen und Zielstellungen durchzusetzen. 1935 wurde die „Wirtschaftskammer Mitteldeutschland (Mittelelbe)“ gegründet, die die Industrie- und Handelskammern sowie die Handwerkskammern der Regionen Magdeburg und Anhalt umfassten. Mit dem Ziel die Wirtschaftsverwaltung zu vereinheitlichen, wurde im November 1942 die IHK Magdeburg und die Wirtschaftskammer Mitteldeutschland durch die neugegründete „Gauwirtschaftskammer Magdeburg-Anhalt“ abgelöst. Durch den Zweiten Weltkrieg wurde die Wirtschaft Magdeburgs fast vollständig zerstört. Auch das Gebäude der IHK Magdeburg am Alten Markt überlebte den Krieg nicht: beim Luftangriff auf Magdeburg am 16. Januar 1945 wurde das Gebäude zerstört.

### Nachkriegsphase
Nach dem Ende des Zweiten Weltkrieges musste die Wirtschaft neugeordnet werden. Dabei orientierte sich der Oberbürgermeister und Regierungspräsident Otto Baer am bekannten berufsständigen Kammersystem, so dass im Mai 1946 die „Industrie- und Handelskammer zu Magdeburg“ als eine von drei Bezirkskammern in Sachsen-Anhalt gebildet wurde. Die Bezirkskammern waren der Landeskammer der Provinz Sachsen nachgeordnet. Hierin lag ein wesentlicher Unterschied zu den anderen deutschen Ländern, da diese lediglich Kreiskammern nachgelagert hatten. Außerdem wurden die Landes- und Bezirkskammern durch ehrenamtliche Präsidenten aus der Wirtschaft – und nicht von hauptamtlichen Präsidenten – geleitet.

### Zeit der DDR
Seit 1949 wurde der IHK die Zuständigkeit für die volkseigenen und die genossenschaftlichen Betriebe entzogen, so dass lediglich privatwirtschaftliche Unternehmen (ohne Handwerk) der IHK Magdeburg zugehörten. Zum 31. März 1953 wurde per Beschluss festgelegt, dass die Tätigkeiten aller Kammern eingestellt und diese aufgelöst werden. Um die angespannte Situation mit den verbliebenen privaten Unternehmern zu deeskalieren, wurde jedoch am 6. August 1953 beschlossen, eine Industrie- und Handelskammer der DDR mit nachgelagerten Bezirksdirektionen zu errichten. Dementsprechend wurde die Bezirksdirektion Magdeburg geschaffen. Aufgrund der zunehmenden Verstaatlichung und Vergenossenschaftlichung der Unternehmen durch die DDR-Regierung sank die Zahl der Mitgliedsunternehmen bis zu den 70er Jahren um zwei Drittel auf 2871 Unternehmen. Zudem verlor die Kammer ihren Selbstverwaltungsstatus, so dass die IHK Magdeburg an Bedeutung verlor. Im Rahmen der Planerfüllung bestand ihre Hauptaufgabe in der Material- und Arbeitskräftesteuerung sowie der Nachwuchsentwicklung. Die Industrie- und Handelskammer wurde am 8. März 1983 in die Handels- und Gewerbekammer umgewandelt. Die Kammer war abhängig von den staatlichen Stellen und musste sich in jedem Fall mit dem Staat abstimmen.

### Ab 1990
Am 12. April 1990 fand im Sitzungssaal der IHK Magdeburg die konstituierte Vollversammlung der IHK statt: Die IHK Magdeburg wurde wiedergegründet. Im April 1990 waren im IHK-Bezirk Magdeburg 3300 Unternehmen eingetragen. Im Zuge der Wiedervereinigung Deutschlands machten sich viele Bürger der ehemaligen DDR selbstständig und es erfolgten unzählige Existenzgründungen. Zudem wurden einst enteignete Unternehmen reprivatisiert bzw. zurückgeführt. Aufgrund dieser Entwicklung wuchs die Zahl der Mitgliedsunternehmen rasant an: Im Dezember 1990 waren es bereits 9775 Unternehmen. Das erste in den neuen Bundesländern beschlossene Gesetz über die Industrie- und Handelskammer wurde am 10. Juni 1991 vom Landtag verabschiedet, so dass das Fortbestehen der Industrie- und Handelskammer Magdeburg im Sinne des Gesetzes zur vorläufigen Regelung des Rechts der Industrie- und Handelskammern vom 18. Dezember 1956 verifiziert wurde. Bis 1992 betrieb die IHK Magdeburg sieben Geschäftsstellen in Burg, Halberstadt, Haldensleben, Salzwedel, Staßfurt, Stendal und Wernigerode. Bis auf Salzwedel und Wernigerode wurden fünf der IHK-Vertretungen geschlossen. Im Jahr 2024 sind ca. 53.000 Unternehmen der IHK Magdeburg zugehörig.

## Struktur
- Industrie und Infrastruktur
- Handel, Dienstleistungen und Unternehmensförderung
- Berufsbildung
- International
- Verwaltung, Recht und Steuern

## Organisation
Über 2500 Mitglieder der IHK Magdeburg sind in der Vollversammlung, in Fach- und Prüfungsausschüssen sowie in Arbeitskreisen ehrenamtlich tätig. Ihre unternehmerischen Kenntnisse und Erfahrungen bilden die Basis der Tätigkeit der IHK Magdeburg.

### Vollversammlung
Die Vollversammlung wird von den Mitgliedsunternehmen alle sechs Jahre gewählt. Die Vollversammlung besteht aus 64 Mitgliedern, die unmittelbar gewählt werden. Zusätzlich können bis zu 9 weitere Mitglieder kooptiert werden. Die IHK-zugehörigen Unternehmen werden in Wahlgruppen und Wahlbezirke eingeteilt, um die wirtschaftlichen Besonderheiten des IHK-Bezirks und die gesamtwirtschaftliche Bedeutung der Gewerbegruppen widerzuspiegeln. Im Bezirk der IHK Magdeburg gibt es sieben Wahlgruppen und drei Wahlbezirke (Altmark, Harz und Magdeburg).

### Präsidium
Das Präsidium besteht aus dem Präsidenten und acht Vizepräsidenten. Sie werden für drei Jahre von der Vollversammlung aus ihrer Mitte gewählt. Eine Wiederwahl ist zulässig.

### Hauptgeschäftsführer
Der Hauptgeschäftsführer wird von der Vollversammlung bestellt bzw. abberufen. Er führt die Geschäfte der IHK Magdeburg nach Vorgaben der Vollversammlung und des Präsidiums. Am 1. Mai 2022 wurde André Rummel zum Hauptgeschäftsführer der IHK Magdeburg berufen. Davor hatte seit dem 1. Mai 1995 Wolfgang März diese Funktion inne.

## Ausschüsse
Die Ausschüsse der IHK Magdeburg werden zur Unterstützung der Vollversammlung, des Präsidiums und der Geschäftsführung gebildet. Sie haben eine beratende Funktion, um bestimmte Aufgabenbereiche oder besondere Angelegenheiten zu behandeln.

### Fachausschüsse
- Ausschuss Digitale Wirtschaft
- Ausschuss für Finanz- und Rechnungswesen
- Außenwirtschaftsausschuss
- Bauausschuss
- Berufsbildungsausschuss
- Dienstleistungsausschuss
- Finanz- und Kreditausschuss
- Handelsausschuss
- Industrieausschuss
- Sachverständigenausschuss
- Tourismusausschuss
- Verkehrsausschuss

### Regionalausschüsse
- Regionalausschuss Altmark
- Regionalausschuss Harz
- Regionalausschuss Stadt-Umland-Magdeburg

## Erste Vorsteher, Direktoren und Präsidenten der IHK Magdeburg

### Erste Vorsteher der Kaufmannschaft bzw. der Handelskammer

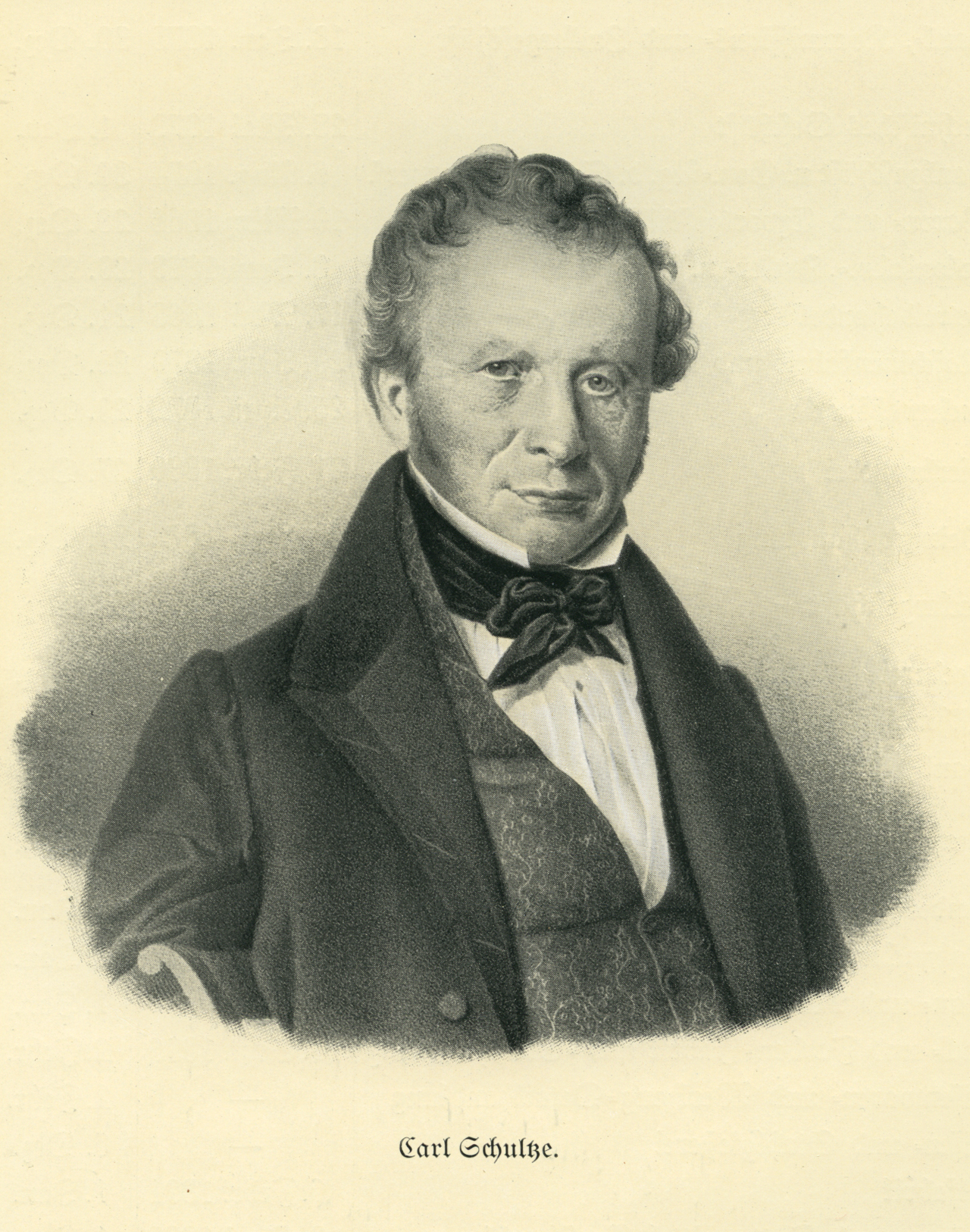
Carl Schultze: Erster Vorsteher der Kaufmannschaft. (1825–1836 und 1844–1847)

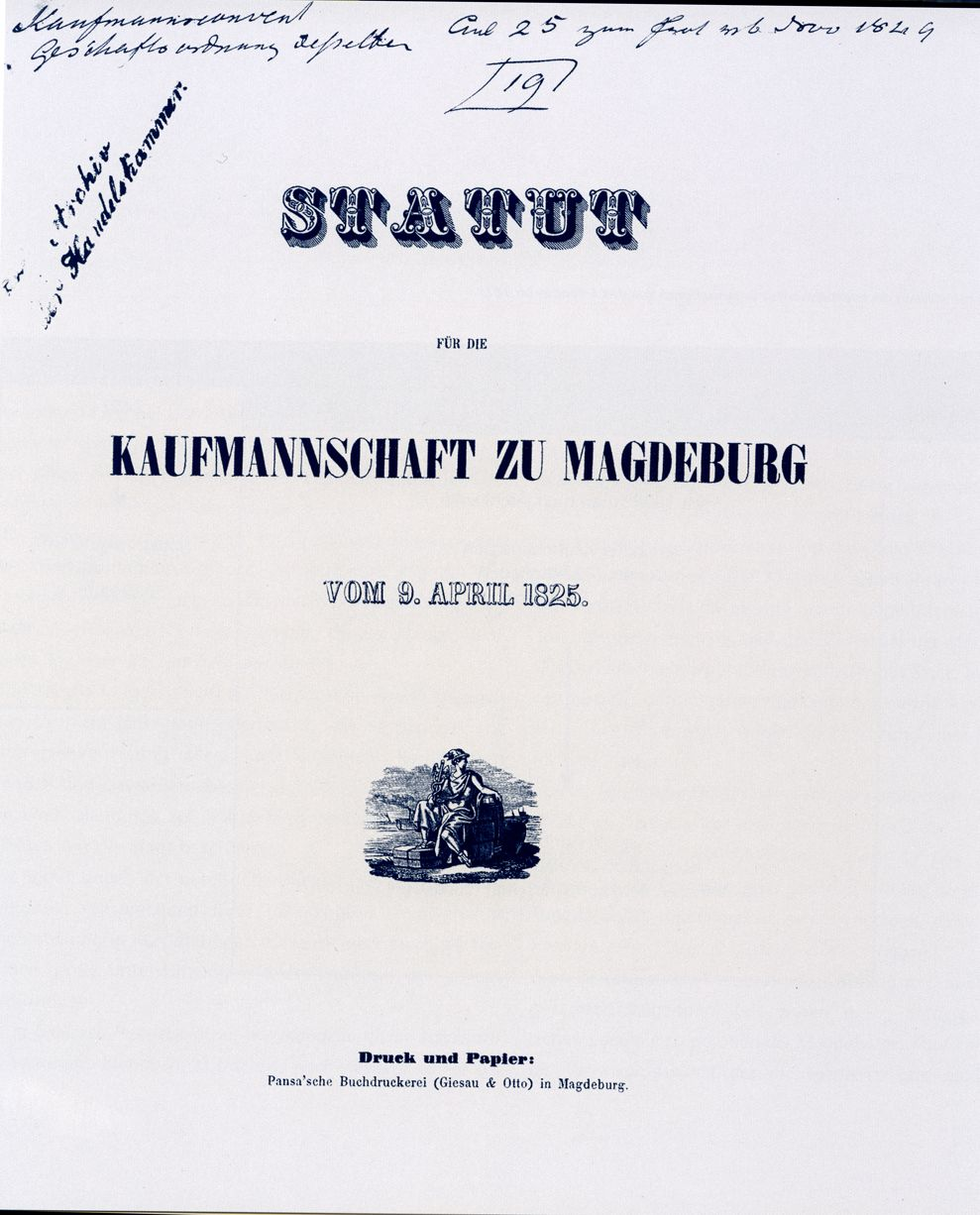
Statut für die Kaufmannschaft zu Magdeburg vom 9. April 1825

| Name                 | Amtszeit  | Unternehmen                                  |
| -------------------- | --------- | -------------------------------------------- |
| Carl Schultze        | 1825–1836 | J. C. Weisse & Co. und Schultze & Eichel     |
| Jean Jacques Cuny    | 1837–1843 | David Cuny Sohn & Co.                        |
| Carl Schultze        | 1844–1847 | J. C. Weisse & Co. und Schultze & Eichel     |
| Carl Deneke          | 1848–1877 | Carl Deneke Zichorienfabrik                  |
| David Coste          | 1877–1880 | Coste & Lippert und Coste, Schulze & Diesing |
| August Neubauer      | 1880–1889 | Neubauer & Porse, später F. U. Neubauer      |
| Otto Hubbe           | 1889–1904 | Gustav Hubbe                                 |
| Wilhelm Zuckschwerdt | 1904–1931 | Zuckschwerdt & Beuchel                       |

### Präsident der Industrie- und Handelskammer
| Name                     | Amtszeit    | Unternehmen                                                |
| ------------------------ | ----------- | ---------------------------------------------------------- |
| Curt Ramdohr             | 1931–1933   | Peter Georg Palis                                          |
| Wilhelm Adolf Farenholtz | 1933–1945   | Vereinigte Ölfabriken Hubbe & Farenholtz                   |
| Otto Jahn                | 1945–1945   | Migroma Magdeburger Import- und Großhandel, Jahn & Schulze |
| Willy Sondershausen      | 1945–1953 ? | Albert Drevenstedt & Co.                                   |

### Direktor der Bezirksdirektion Magdeburg
| Name        | Amtszeit  | Unternehmen                                                                             |
| ----------- | --------- | --------------------------------------------------------------------------------------- |
| Helmut Beck | 1953–1974 | Direktor der Bezirksdirektion Magdeburg bzw. der IHK des Bezirkes Magdeburg             |
| Elise Ziron | 1974–1990 | Direktorin der IHK Magdeburg bzw. der Handels- und Gewerbekammer des Bezirkes Magdeburg |

### Präsident der Industrie- und Handelskammer
| Name            | Amtszeit  | Unternehmen                                |
| --------------- | --------- | ------------------------------------------ |
| Eberhard Pohl   | 1990–1995 | Eberhard Pohl Taxiunternehmen              |
| Klaus Hieckmann | 1996–2007 | Symacon GmbH                               |
| Klaus Olbricht  | seit 2007 | Elektromotoren und Gerätebau Barleben GmbH |